# Petersburg (Pensilvania)
Petersburg es un borough ubicado en el condado de Huntingdon en el estado estadounidense de Pensilvania. En el año 2000 tenía una población de 455 habitantes y una densidad poblacional de 456 personas por km².

## Geografía
Petersburg se encuentra ubicado en las coordenadas 40°34′21″N 78°2′53″O / 40.57250, -78.04806.

## Demografía
Según la Oficina del Censo en 2000 los ingresos medios por hogar en la localidad eran de $34,013 y los ingresos medios por familia eran $35,417. Los hombres tenían unos ingresos medios de $29,375 frente a los $17,292 para las mujeres. La renta per cápita para la localidad era de $16,141. Alrededor del 6.3% de la población estaba por debajo del umbral de pobreza.